# Stazione di Mogliano Veneto
Stazione di Mogliano Veneto vasútállomás Olaszországban, Veneto régióban, Mogliano Veneto településen.

## Vasútvonalak
Az állomást az alábbi vasútvonalak érintik:
- Velence–Udine-vasútvonal

## Kapcsolódó állomások
A vasútállomáshoz az alábbi állomások vannak a legközelebb: 
- Stazione di Preganziol (Stazione di Udine)
- Stazione di Venezia Mestre Ospedale (Stazione di Venezia Santa Lucia)